# Пјер де ла Ри
Пјер де ла Ри (фр. Pierre de la Rue; 1460—1518) био је француско-фламански композитор. Ла Ри је већи део свог живота провео у Бриселу и Малинесу на бургуњском двору Хабсбурговаца; неки документи смештају га у Сијену 1482. и 1483—85. као тенора. Идући пут се појављује 1489—92. као певач у катедрали у Хертогенбосу. Пре него што је постао цар, Максимилијан је позвао Ла Рија да се 1492. придружи његовој капели. Неколико година након рада у Сијени — радио је углавном у бургуњској сфери — врло је вероватно да је упознао бројне друге важне композиторе онога доба и чуо широк распон музике за два путовања по Шпанији (1501—03. и 1506) у пратњи Филипа Лепог. Није сачувана ниједна Ла Ријева композиција из његових година као певача у Сијени, а холандски извори сугеришу да је његово компоновање концентрисано на његових последњних двадесет година. Ла Ри се клонио неких напредних аспеката компоновања у његовом добу. Чини се да Ла Ри није радио на томе да произведе богате хармонске ефекте и ритмички живахне прогресије многих комада његових савременика.

## Духовна музика
Карактер Ла Ријевог контрапункта добро илуструје почетни одломак његовог мотета Lauda anima mea Dominum. Након неколико почетних акорада, текстуру прожимају имитације и особито измене кратких мотива мећу гласовима. Међутим, имитације се не догађају као јасно одређене експозиције главног корпуса уверљивог тематског материјала, него радије стварају континуирани проток музичког звука, хомогенијег него што би он иначе био. Иста техника често је Ла Рија водила до непрестаног понављања једног мотива у једном или више гласова као слободно поновљеног остината. У већини је од своја 23 мотета и више него 30 миса Ла Рија често прекидао континуирани ток музике продубљеним пасажима дуета. Но никакво такво круто конструктивно средство не држи скупа његову најпознатију мису, requiem, која се попут већине вишегласних композиција мисе за мртве у ренесанси састоји од делова пропријума као и ординарија — у овом случају то су интроит,Kyrie, tractus, оферториј, Sanctus. Ла Ријев requiem вредан је пре свега због своје тамне звучности.

## Световна музика
Пјер де ла Ријеву световну и сакралну музику карактеришу контрапунктска строгост. Писао је шансоне над светим cantus firmusima и над канонским и готово канонским субструктурама. Неке од његових ронда показују како се старије конвенције могу прилагодити новој, претежно четворогласној вокалној полифонији. Међутим, они, међу његових тридесетак шансона који су организовани низовима испреплетених фраза без икаквих предодређених потпорних средства или конвенционалне понављајуће шеме — као што су Trop+secret, autant en emporte le vent i Pourquoy non — најбоље показују његову вештину у стварању музичке форме помоћу мотивске имитације. Ла Ри је компонаовао песме уско повезане са старијим књижевним традицијама својом реториком, ако не и с формама: понављао је музичке фразе као би одразио шему песничке риме или како би напросто заокружио затворену форму, често је преклапао фразе да би осигурао континуитет текстуре и што је бивао старији писао је једноставнију и мање мелизматичну музику. Чини се да се шансони крећу достојанственим кораком јер су испуњени лежерним синкопирањима, делом и због тога што је композитор непрестано користио метричке нагласке, а није деловао против последичног помањкања бодрости чврсто одређеним и оштро профилисаним ритмичким мотивима. То помањкање ритмичког порива даје овим врло озбиљним композицијама њихову благо меланхоличну мирноћу и гладак непрекинут проток.

## Дела

### Мисе
1. (5vv);
2. (4vv);
3. (4vv);
4. (4vv);
5. (6vv);
6. (5vv);
7. (or iocunditate) (4 and 5vv);
8. (4vv);
9. (5vv);
10. (4vv);
11. (5vv);
12. (4vv);
13. (4vv);
14. (5vv);
15. (4vv);
16. (5vv), такође позната као Missa Sic deus & Non salvatur rex;[2]
17. (4vv);
18. (5vv);
19. (4vv);
20. (4vv);
21. (4vv);
22. (4vv);
23. (5vv);
24. (4-5vv);
25. (4vv);
26. (4vv);
27. (4vv);
28. (4vv);
29. (4vv);
30. (4vv);
31. (4vv);
32. (4vv).